# St. Michael (Großromstedt)

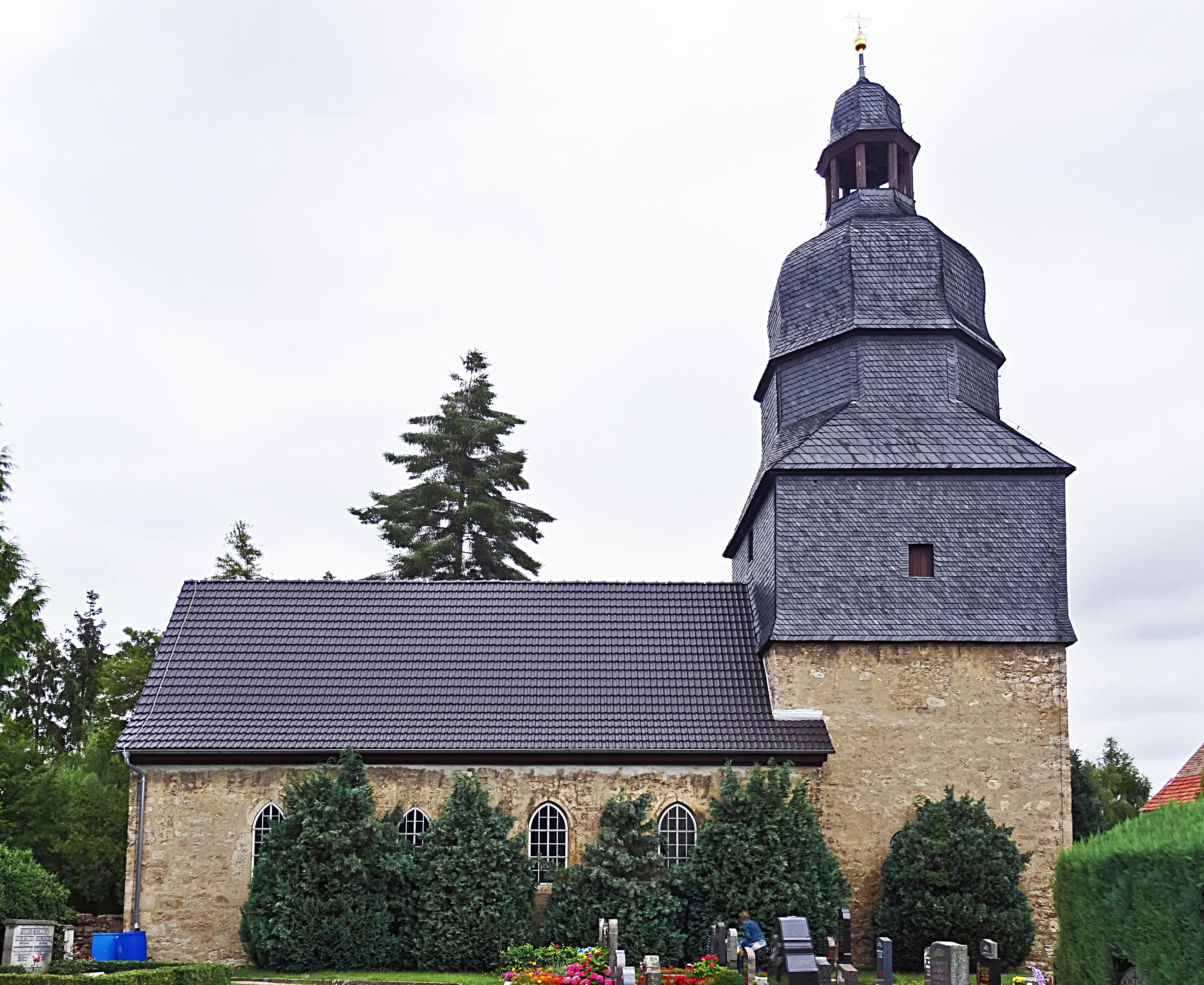
Die Kirche

Die evangelische Dorfkirche St. Michael steht im Ortsteil Großromstedt der Stadt Bad Sulza im Landkreis Weimarer Land in Thüringen.

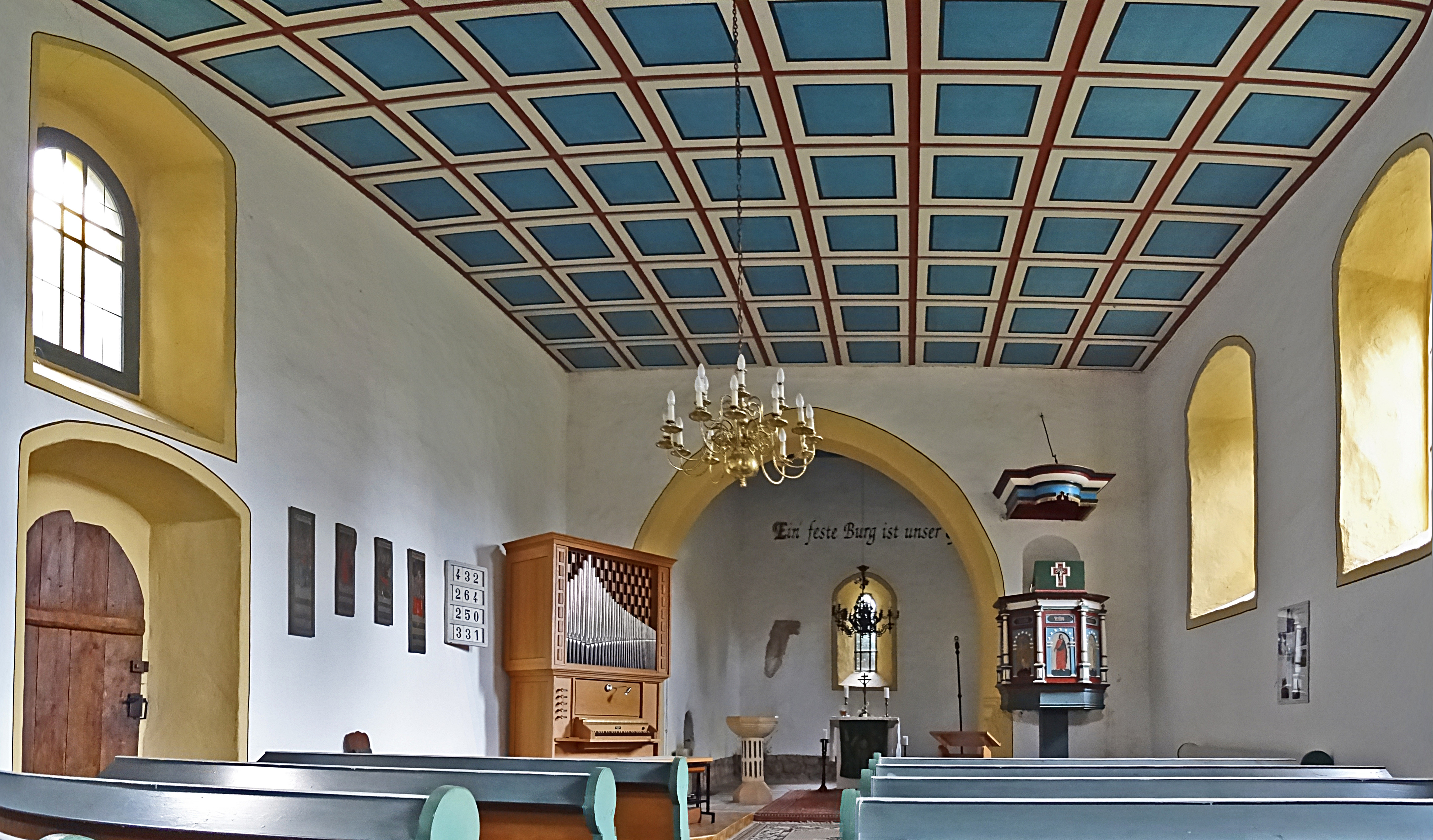
Innenansicht

## Geschichte
Die Chorturmkirche wurde 1655 erbaut und 1976–1982 renoviert; Berater bei der Restaurierung war Horst Jährling.
Nach 1713 ist eine Orgel mit Schnitzwerk und Inschriften auf den Spruchbändern verzeichnet. 1990 wurde eine neue Orgel der Firma Böhme aus Gotha eingeweiht.
Die Kirche ist in die Liste der Kulturdenkmale in Bad Sulza eingetragen.

## Glocke & Sage
1655 goss Johannes Berger (Weimar) eine besondere Kirchenglocke für dieses Gotteshaus. Es wird erzählt, dass ihr Klang selbst Herzog Wilhelm Ernst von Weimar begeistert hat. Er ließ gegen den Widerstand der Bauern die Glocke abmontieren und nach Weimar bringen. Sie kam auf den Weimarer Schlossturm. Angeblich hat die Glocke nachts von allein geläutet und später mehrere Läuter erschlagen. So ließ der Herzog die Glocke wieder zurückbringen (Ludwig Bechstein).
Verbrieft sind folgende Worte des Herzogs: Die Gemeinde Großromstedt ist bereits wissend, was maßen wir der großen Glocken von ihrem Geläute anhero benötigen. Demnach wird hiermit befohlen, solche Glocke denen zu ihrer Herbringung Abgefertigten ohne Weigerung mit aller hülflichen Handleistung verabfolgen zu lassen. Dagegen Wir Kraft dieses unter Unserer Fürstlichen Eigenhändigen Unterschrift versprechen, bewusste Glocke, wann die nach dieser Formierte fertig wird, hinwieder verabfolgen zu lassen. Signatum Weimar zur Wilhelmsburg, 13. Dezember 1712 Wilhelm Ernst und Demnach die Gemeinde zu Großromstedt wider alles verhoffen die Glocke nicht hat verabfolgen lassen wollen, sondern den Kirchschlüssel von dem Schuldiener abzunehmen sich unterwunden. Also wird solche strafbare Widersetzlichkeit zu ihrer schweren Verantwortung gestellt und Kraft dieses anstatt und im Namen des Durchlauchtigen Fürsten und Herrn Wilhelm Ernst usw. besagter Gemeinde hierdurch anbefohlen, sofort berührte Glocke in der Güte verabfolgen zu lassen, auch den Abgefertigten zu deren Abnahme und Fortbringung hilfreich Hand leisten, mit der ernstlichen Vermahnung, dass bei fernerem Ungehorsam sie mit nachdrücklicher Ahntung beleget, auch die Glocke dennoch anhero gebracht werden soll. Sign. Weimar zur Wilhelmsburg, den 15. Dezember 1712 Präsident der Räthe des gesamten Over-Consistorii daselbst.
Die Rückgabe erfolgte am 14. Oktober 1713. 

Trotz seiner Berühmtheit musste das Idiophon als 11-23-70 am 17. Februar 1942 nach Ilsenburg abgeliefert werden. Es kehrte 1948 zurück. Es wird in seinem Klang von einer 1795 von den Gebrüdern Ulrich (Apolda) und einer 1968 von der Firma Franz Schilling Söhne (Apolda) gegossenen Bronzeglocke ergänzt. Auch die Ulrich-Glocke wurde am 17. Februar 1942 abgehangen und 1946 in Ilsenburg als 11-23-71 C verzeichnet. Aber auch sie kehrte zurück.